# Triage

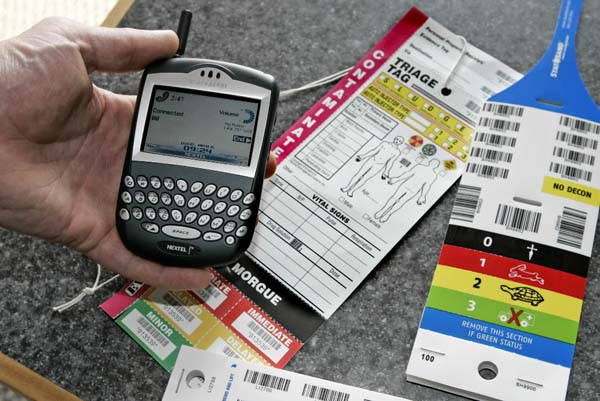
Diverse hulpmiddelen bij medische triage

Triage is het beoordelen van slachtoffers zoals bij grote(re) ongevallen, rampen, pandemieën en de spoedeisende-hulpafdeling in ziekenhuizen, in verschillende categorieën verdeeld naar de ernst van de verwondingen of ziektebeeld. Bij ongevallen of rampen wordt dit uitgevoerd door triagisten van de Geneeskundige Hulpverleningsorganisatie in de Regio (GHOR). Het wordt ook toegepast op de spoedeisende  hulp (SEH) van ziekenhuizen, bij de Meldkamer Ambulancezorg en op de huisartsenpost om de urgentie en juiste vervolgactie van binnenkomende patiënten en telefonische oproepen te bepalen. Het in Nederland meest toegepaste triagesysteem is de Nederlandse Triage Standaard (NTS).
In de gewone gezondheidszorg wordt het begrip triage gebruikt om te bepalen op welke en op wat voor wijze een patiënt een zorgverlener zou moeten consulteren. Om te bepalen op welke termijn, op welke wijze en op welke duur een zorgverlener geconsulteerd zou moeten worden stelt de triagist vragen aan de patiënt en/of doet zelf onderzoek. Dit gebeurt bijvoorbeeld door de assistente van een huisarts. 
Er kan eerst onderzoek nodig zijn door een zorgverlener om te kunnen bepalen wat het vervolgtraject zal zijn. Een voorbeeld hiervan is het paramedische beroep van optometrist. Deze is direct consulteerbaar door de patiënt en heeft als taak "pluis of niet pluis" vast stellen op oogheelkundig gebied. Na het onderzoek door de optometrist worden de patiënten gesorteerd in technische problematiek (bril, contactlenzen e.d.) en medische problematiek (oogpathologie). De eerste groep kan doorverwezen naar de opticien en de tweede naar de oogarts. Door deze sortering komt de patiënt op de juiste plaats terecht hetgeen de patiënt en het gezondheidszorgsysteem ten goede komt. Door de hoge druk op de zorg is triage een belangrijk begrip geworden en komen er steeds meer beroepen in de zorg met een dergelijke taak.   
Een triagist is meestal geen arts, maar heeft wel een op de taak gerichte opleiding.

## Doel
Doel van triage is om prioriteiten te stellen en te bepalen welke patiënten het eerste medische hulp nodig hebben en welke patiënten korte of lange tijd kunnen wachten op hulp. Daarnaast wordt ook steeds meer aangegeven door wie de patiënt (eventueel) behandeld moet worden en wat het vervolgbeleid bij de klachten is. Er is echter nog geen voldoende objectieve methodiek om de hulpvragen in te delen. Daarom zoekt men naar een universele techniek waarmee de foutmarge bij het toekennen van een triagelevel zo veel mogelijk beperkt kan worden. Want overschatting van de hulpvraag kost hulpverleners onnodig veel tijd, en onderschatting kan tot zware gezondheidsproblemen leiden.

## Sorteren
Triage is het Franse woord voor sorteren, waar het Latijnse drie (tri) nog in te herkennen is. Triage werd voor het eerst toegepast door de Franse chirurg Dominique Jean Larrey ten tijde van zijn dienst in het leger van Napoleon. Dat was een verandering, omdat gewonden, als ze al systematisch werden geholpen, tot dan op militaire rang werden behandeld en niet op urgentie.
In de Eerste Wereldoorlog werd het systeem voor het eerst op grote schaal gebruikt om gewonden op het slagveld in drie categorieën te verdelen 1: onbehandelbaar, 2: ter plekke behandelen, 3: naar het ziekenhuis.

## Indeling
Nationaal en internationaal zijn er verschillende methodieken ontwikkeld die na de nodige ervaringen ook regelmatig bijgesteld worden. Een voorbeeld van een dergelijke methodiek is de indeling in vier categorieën van slachtoffers:
T1Onmiddellijk medische hulp, voor personen die zonder die hulp niet zullen overleven in verband met obstructie van de ademwegen, stoornissen van de ademhaling of problemen met de circulatie. Binnen deze categorie wordt weer triage toegepast: eerst worden de slachtoffers met een luchtwegobstructie geholpen, dan de slachtoffers met ademproblemen, dan de slachtoffers met circulatieproblemen. Behandeling dient binnen 2 uur aan te vangen maar uiteraard zo spoedig mogelijk.
T2Personen die wel kunnen wachten maar continu gemonitord moeten worden op ademhaling, circulatie en acute problemen (dit kan door iemand met beperkte medische kennis gebeuren). Gewonden met (grote) kans op infecties of invaliditeit vallen bijvoorbeeld binnen deze categorie. Behandeling binnen 6 uur.
T3Patiënten die kunnen wachten omdat ze geen problemen met ademweg, ademhaling en circulatie hebben en die weinig tot geen kans op infectie of invaliditeit hebben. Behandeling kan in veel gevallen door de patiënt zelf, een EHBO'er of een huisarts plaatsvinden, uiteraard is ziekenhuisbehandeling niet uitgesloten.
T4Slachtoffers die in de gegeven situatie niet gered kunnen worden doordat de ademweg niet vrijgemaakt kan worden, de ademhaling of circulatie niet op gang gebracht kunnen worden, bloedingen niet gestopt kunnen worden of shock niet bestreden kan worden. Het toekennen van de T4 status is iets wat uitermate zwaar weegt en in principe alleen zal voorkomen in oorlogstijd of bij rampen met grote aantallen gewonden. Aan overleden patiënten kan ook de status T4 toegekend worden, al worden ze soms ook gewoon als overleden aangeduid.

## Grieppandemie
In Rotterdam-Rijnmond werden in 2009 huisartsen geïnstrueerd in hun praktijk triage toe te passen indien de toen dreigende Mexicaanse grieppandemie zo'n vorm zou aannemen dat daardoor veel te weinig van de meest doeltreffende medicatie voorhanden zou zijn.

## Code zwart tijdens de COVID-19 pandemie
Tijdens de Coronacrisis in Nederland werd herhaald gesproken over triage vanwege een dreigend tekort aan bedden op de Nederlandse intensive cares, men noemde dit Code zwart. 

## Omgekeerde triage
Bij zeer grote rampen zoals in oorlogssituaties en wanneer grote groepen hulpverleners zijn getroffen kan overgegaan worden op omgekeerde triage. De lichtste gevallen worden dan het eerste geholpen, zodat ze zo spoedig mogelijk mee kunnen helpen bij de verdere hulpverlening.